# Lucas Ribeiro
Lucas Ribeiro é um cantor, compositor, produtor musical, arranjador e multi-instrumentista brasileiro.
Iniciou sua carreira na década de 1970, quando fundou a banda Sinal Verde, na Igreja Presbiteriana de Copacabana, no Rio de Janeiro. A banda chegou a gravar apenas o single "Pra Você", com duas músicas de autoria e produção de Lucas. Lucas tornou-se mais conhecido como compositor, tendo escrito várias músicas gravadas pelo Rebanhão, como "Paz do Senhor", "Princípio" e outras co-escritas com o cantor Carlinhos Felix, como "Vinde às Águas" e "Entre eu e Você". Sua música "Senhor do Universo" foi gravada por Carlinhos, em carreira solo, e por Wanda Sá no álbum Jesusmania (2004).
Em 2016, Lucas lançou álbum duplo em coletânea que registra toda a sua obra como cantor, compositor e instrumentista, incluindo gravações inéditas. O disco se chamou Ritmos.

## Discografia
- 2016: Ritmos